# دور از بهشت
دور از بهشت (به انگلیسی: Far from Heaven) نام فیلم درامی است که در سال ۲۰۰۲ به کارگردانی تاد هینز ساخته شد. در این فیلم جولیان مور، دنیس کواید، دنیس هیزبرت و پاتریشا کلارکسون به ایفای نقش پرداخته‌اند. این فیلم که با نقدهای مثبت از طرف منتقدان مواجه شد موفق به نامزدی جایزه اسکار در ۴ رشتهٔ بهترین فیلم‌نامهٔ غیراقتباسی، بهترین بازیگر نقش اول زن، بهترین موسیقی فیلم و بهترین فیلمبرداری شد.
داستان فیلم دور از بهشت در مورد زندگی زنی خانه‌دار به اسم کتی ویتاکر است که در دههٔ پنجاه در مناطق حومهٔ کنتیکت زندگی مرفهی دارد و در این حین زندگی به ظاهر بی‌نقصش را رو به از هم پاشیدگی می‌بیند.

## داستان
کتی ویتاکر (جولیان مور) یک زن خانه‌دار تمام‌عیار در دههٔ پنجاه میلادی است که در آن دوران فرزندانی سالم، همسری موفق، برجستگی اجتماعی و روی هم رفته زندگی بی‌عیبی دارد تا اینکه یک شب اتفاقی همسرش را در حال بوسیدن یک مرد می‌بیند و زندگی مرتبش شروع به بهم ریختن می‌کند. در غمگینی و تحیر، او شروع به تسلی یافتن در دوستی با ریموند می‌کند که باغبان آفریقایی-آمریکایی منزل آن‌هاست. رابطه‌ای که در اجتماع تابو محسوب می‌شود و طبق انتظارش باعث از هم گسستگی بیشتر زندگی وی می‌شود. با وجود تلاش کتی و فرانک برای ادامه دادن ازدواجشان، حقیقت همجنس‌گرایی فرانک و علاقهٔ کتی به ریموند باعث آغاز فصلی دردناک گرچه با صداقت بیشتر در زندگی آن‌ها می‌شود.

## بازیگران
- جولیان مور - کتی ویتاکر
- دنیس کواید فرانک ویتاکر
- دنیس هیزبرت ریموند دیگن
- پاتریشا کلارکسون النر فاین
- وایولا دیویس - سیبیل
- جیمز ربهورن دکتر بومن
- مایکل گستن - استن فاین
- سلیا وستون مونا لادر
- باربارا گریک - دورین
- جون اسکویب - زن مسن